# كريس ريدفيلد
كريس ريدفيلد (باليابانية: クリス・レッドフィールド) ، (بالإنجليزية: Chris Redfield)‏ هو اسم شخصية خيالية في سلسلة ألعاب ريزدنت إيفل من إنتاج كابكوم.

صورة لكريس ريدفيلد ويبدو انه اكتسب عضلات

## كريس ريدفيلد
باليابانية (クリス・レッドフィールド)
هو أحد الشخصيات الرئيسية في لعبة ريزدنت ايفل وهو يلعب في لعبة رزدنت ايفل الرئيسية حيث يظهر كعضو قوات الشرطة الخاصة نجمة (توضيح) إلى جانب جيل فالانتاين. يظهر كريس أيضا في ريزدنت ايفل كود فيرونيكا يذهب فيها للبحث عن اخته الصغرى كلير ريدفيلد وهو أيضا الشخصية الرئيسية في ريزدنت ايفل ذا امبيرلا كرونيكلز الذي يحاول فيها اسقاط مؤسسة امبيرلا. يظهر كريس في رزدنت ايفل 5 مع شيفا الموروايضا في ريزدنت ايفل ريفيليشن ويعود كريس كشخصية في ريزدنت ايفل 6 مع شريكه 
بيرس نيفانس الذان يعملان لمحاربة الإرهاب البايلوجي، اخيرا يظهر كريس في ريزدنت ايفل7بمظهر مختلف جزئيا كشخصية ثانوية ينقذ ايثان وينترز وميا وينترز من ايفيلين.
كريس يظهر في الفلم ريزدنت ايفل :افتر لايف لعب دوره الممثل وينتورث ميلر كريس ظهر أيضا في فيلم الانيميشن رزدنت ايفل فيندتا

## المظهر
في ريزدنت ايفل كريس هو أحد الشخصيات الرئيسية 
بصحبة جيل فالانتاين وربيكا چامبرز ظهر كطيار عسكري قادم من نيويورك أصبح عضوا فينجمة (توضيح) فريق الفا. ارسل ليحقق في اختفاء مروحية فريق برافو في اطراف مدينة الراكون.كريس بصحبة جيل والبرت ويسكرو بيري بورتون ويعدها يجدون انفسهم محاطين بالوحوش والكلاب المتحولة في هذه اللعبة يكون كريس أكثر شوقا للتحدي من جيل كما يمتلك مساحة تخرين للاسلحة اقل من جيل.لكنه يمتلك قدرة جسدية اعلى منها فلا يحتاج إلى حمل أو ايجاد مفاتيح بل يقوم بكسر الابواب بسهولة كما ويلحق اضرار بالاعداد أكثر من جيل. في النهاية يعلم كريس كيف بدات الحادثة ومن المسؤول عنها كما وشهد موت البرت ويسكر الذي قتل من قبل وحوش التايرنت، غادر كريس مدينة الراكون وبدا مهمته الشخصية للبحث والقضاء على امبريلا.
بعد 5 أشهر يظهر كريس في ريزدنت ايفل كود فيرونيكا 
كشخصية رئيسية في نصف اللعبة باحثا عن اخته الصغرى كلير ريدفيلدمن مقرات امبريلا إلى جزيرة روكفورد في المحيط. يظهر البرت ويسكر الذي اكتسب سرعة وقوة بعد حادثة مدينة راكون ويتبين لكريس انه ليس ميتا كما يسعى ويسكر للانتقام من كريس لانه افسد خططه، في النهاية يواجه كريس الكسيا اشفورد قائمة شخصيات ريزدنت إيفل مخترعة فايروس t فيرونيكا ختاما يتقاتل كريس وويسكر بعد مقتل الكسيا 
ويقطع قتالهما بسبب التدمير الذاتي.
يظهر في ريزدنت ايفل ذا امبريلا كرونيكلز مع جيل لمحاربة وحوش ال Bow في قاعدة امبريلا بروسيا.
اما عن ظهوره في ريزدنت ايفل 5 فكريس هو الشخصية الرئيسية كعضو في منظمة محاربة الإرهاب البايلوجي BSAA .وهو يحقق في خطر ارهابي على منطقة كيجوجو، افريقيا.وفي نفس الوقت يبحث عن جيل.التي فقدت واعتبر انها قد ماتت. تصاحبه فتاة تدعى شيفا المور. في النهاية يعثر على جيل ويحررها من سيطرة ويسكر. ويقوم كريس بقتل ويسكر الذي كان يخطط لنشر فيروس جديد في الجو، معتقدا انه سيكمل السيطرة على العالم. 
في ريزدنت إيفل: ريفليشنز يقوم كريس بالتعاون مع فتاة تدعى جيسكا شيروت يحققون في امر مجموعة ارهابية يظهر أيضا جيل مع باركر لوسيانا.يلتقي الفريقان في سفينة تدعى بسفينة الملكة زنوبيا. كريس يشكل فريقا مع جيل مجددا. ويقومان بمحاربة جاك نورمان على سفينة أخرى الذي يظهر بانه هو المتسبب بكل هذاويقوم بحقن نفسه بفايروس جديد.
في ريزدنت ايفل 6 كريس يعود شخصية رئيسية في اللعبة يظهر بجانب ليون سكوت كينيدي وجيك ميولرابن البوت ويسكر.كريس يقود مجموعة من BSAA
لكي يحققو في امر الهجوم البايلوجي في أوروبا، وبسبب كارلا رادامز التي أصبحت تشبه ادا وونغ فقط يتبقى كريس ريدفيلد وبيرس نيفانس من الفريق، مع بقية فريقه المتحولين إلى وحوش بفضل كارلا.كريس يفقد الذاكرة ويقرر الاعتزال من BSAA بيرس يقنع كريس بالعودة إلى BSAA والانتقام لباقي الفريق. يقومون بالسفر إلى الصين لمحاربة نشاط بايلوجي جديد. ويقومون بقتل كارلا. وخلال محاولتهم انقاذ جيك الذي يملك الاجسام المضادة لمرض فايروس السي. كريس وبيرس يبدآن بمحاربة HAOS وهو وحوش BOW قوية. بيرس يصاب خلال المعركة ويحقن نفسه بالفايروس في محاولة لانقاذ كريس من ال HAOS ويحصل على قوى الإنسان الخارق وينقذ كريس ويحاول كريس في وضعه في كبسولة نجاة لكن بيرس يرفض ويدفع كريس نحو كبسولة نجاة ويبقى هو في القاعده التي بدات بالتدمر.يحاول وحش ال HAOS في النهاية قتل كريس الذي هو في كبسولة نجاة، لكن بيرس يقوم بقتله وتفجر القاعده في البركان.
يرجع كريس عن قرار الاعتزال وتنهي ريزدنت ايفل 6
في نهاية ريزدنت ايفل 7 يظهر رجل يدعى انه ريدفيلد يصل لينقذ ايثان وينترز بمروحية عليها شعار امبريلا لكن اللون ازرق بدل اللون الاحمر.مما سبب تساؤلا للناس عن حقيقته يظهر كريس في جزء لست بطلا التي سيظهر في 2017 .في تصريح لكابكوم: ان هذا الشعار يعني الشركة الجيدة التي كان يجب ان تكون هكذا وسيركز هذا الجزء على على كريس ومحاولاته لانقاذ ايثان وكريس يقوم بملاحقة والقضاء على الاشخاص السيئين ذات العلاقة بامبريلا الذي يظهر في امبريلا كوربس...

## وصلات خارجية
- Chris Redfield - Resident Evil Wiki
- Chris Redfield - Capcom Database